# Seddiner See
Seddiner See es un municipio situado en el distrito de Potsdam-Mittelmark, en el estado federado de Brandeburgo (Alemania), a una altitud de 50 metros. Su población a finales de 2016 era de unos 4500 habs. y su densidad poblacional, 200 hab/km².

## Demografía
- Tendencia poblacional desde 1875 (línea azul: población; línea punteada: comparación con tendencias poblacionales del estado de Brandenburg; fondo gris: tiempo de gobierno Nazi; fondo rojo: tiempo de Gobierno comunista)
- Proyecciones y desarrollo poblacional reciente (Desarrollo poblacional antes del censo del 2011 (línea azul); Desarrollo poblacional reciente de acuerdo al Censo en Alemania del 2011 (línea azul con bordes); Proyecciones ofiales para el período 2005-2030 (línea amarilla); para el período 2017-2030 (línea escarlata); para el período 2020-2030 (línea verde)